# كلارا دوبيل
كلارا ريناتي دوبيل (1900 - 6 أبريل 1945)، هي محامية ونسوية ألمانية وُلدت في مدينة لايبزيغ. تزوجت من عالم الفيزياء النووية الألماني روبرت دوبيل، وعملا معًا كفريق في جامعة لايبزيغ ودرسا تكوينات مفاعل الطاقة النووية لمشروع الطاقة النووية الألمانية. قُتلت دوبيل في غارة جوية قبل نهاية الحرب العالمية الثانية.

## التعليم
درست دوبيل القانون في جامعة لودفيغ ماكسيميليان في مدينة ميونيخ وعملت كمحامية حتى عام 1933. تزوجت من الفيزيائي روبرت دوبيل في عام 1934 ثم غيرت مجال دراساتها إلى الفيزياء في جامعة يوليوس ماكسيميليان فورتسبورج.

## المهنة
تبعت كلارا دوبل زوجها روبرت إلى لايبزيغ في عام 1938 حيث أصبح روبرت أستاذاً استثنائيًا في جامعة لايبزيغ. وكان أيضًا زميلًا لفيرنر هايزنبرغ الذي ترأس قسم الفيزياء النظرية هناك. عمل هايزنبرغ والموظفون التابعون له بعد بدء مشروع الطاقة النووية الألمانية على المكونات الرئيسية للبرنامج، بما في ذلك فصل النظائر وقياسات الثوابت النووية وآلة اليورانيوم (مثل المفاعل النووي). عمل كل من كلارا وروبرت معًا على تكوينات آلة اليورانيوم التجريبية المعينة. نشر الزوجان وهايزنبرغ كتابًا يدور حول التجارب التي أجريت هناك بعنوان «تقارير الأبحاث الألمانية».
أظهر كل من روبرت وكلارا أثناء عملهما في لايبزيغ فائدة استخدام الماء الثقيل كوسيط في المفاعل النووي في آب/أغسطس في عام 1940، كما أنهم أجروا تجاربًا باستخدام مبادئ الهندسة الكروية على كرات اليورانيوم المجوفة المحاطة بالماء الثقيل. أُجريت التجربة الأولى في آب/أغسطس في عام 1940 ثم أُجريت التجربة الثانية بعد ستة أشهر. أشارت نتائج التجربة الرابعة في صيف عام 1942 إلى إمكانية تحمل الهندسة الكروية لتفاعل الانشطار مع خمسة أطنان مترية من الماء الثقيل و 10 أطنان مترية من اليورانيوم المعدني.
عُرضت النتائج في مقال كُتب بقلم روبرت وكلارا دوبيل وفيرنر هايزنبرغ، ونُشر في كتاب تقارير الأبحاث في الفيزياء النووية، وهي وسيلة داخلية سرية لنشر التقارير تابعة لمشروع الطاقة النووية الألماني. كان عام 1942 هو العام الذي نُقل فيه الإشراف على المشروع من قيادة مكتب معدات الجيش إلى مجلس الأبحاث الألماني.
ذكر دوبيل الزوج في خطاب له كُتِب في كانون الأول/ديسمبر 1943 أن الغارات الجوية دمرت 75٪ من لايبزيغ بما في ذلك معهده، وكانت الغارات الجوية خلال تلك السنة قد أحرقت أيضًا المبنى الذي تسكنه دوبيل ومنزل هايزنبرغ في لايبزيغ. قُتلت دوبيل في غارة جوية عندما كانت تعمل في مبنى الفيزياء في 6 نيسان/أبريل في عام 1945 أي قبل 32 يومًا فقط من استسلام ألمانيا.

## تقارير داخلية
نُشرت التقارير التالية في كتاب تقارير الأبحاث في الفيزياء النووية، وهو منشور داخلي لجريدة اليورانيوم الألمانية. صُنِّفَت التقارير بشكل عالي السرية، وكان توزيعها محدودًا للغاية ولم يُسمح للمؤلفين بالاحتفاظ بنُسخ جانبية. صودرت التقارير وأُرسلت إلى لجنة الولايات المتحدة الطاقية الذرية للتقييم. رُفِعت السرية عن التقارير وعادت إلى ألمانيا في عام 1971. وكانت التقارير متاحة في مركز كارلسروه للأبحاث النووية والمعهد الأمريكي للفيزياء.